# Ga Tiền Trung
Ga Tiền Trung là một nhà ga xe lửa tại phường Ái Quốc thành phố Hải Dương tỉnh Hải Dương. Nhà ga là một điểm của đường sắt Hà Nội - Hải Phòng và nối với ga Hải Dương với ga Lai Khê.